# Caju
Paulo César Lima mer känd som Caju, född 16 juni 1949 i Rio de Janeiro, är en brasiliansk före detta fotbollsspelare. Caju var med i Brasiliens VM-trupp till både VM 1970 och VM 1974.

## Karriär
Caju startade sin karriär i Botafogo där han bland annat vann Campeonato Carioca, distriktsmästerskapet i delstaten Rio de Janeiro, 1967 och 1968. Caju blev även uttagen till "Årets lag" i Brasilien under säsongerna 1970, 1972, 1976 och 1977.
Caju gjorde 57 landskamper och 10 mål för Brasiliens landslag mellan 1967 och 1977.
Under 1990-talet spelades det även in en dokumentär om Caju, Futebol. Där skildras Cajus fotbollskarriär och svårigheterna för honom när han slutade med fotbollen och blev tvungen att försörja sig som hyresvärd.